# Константин Антула
Константин Ст. Антула (на сръбски: Константин Ст. Антула) е сръбски търговец и политически деец от XIX век.

## Биография
Роден е в 1819 година в костурското влашко село Клисура (Влахоклисура), което тогава е в Османската империя, в семейството на търговеца Стефан. В 1830 година баща му го изпраща в Земун, Австрийската империя, при брат си, който държи магазин срещу аптека „Бенко“. В Земун завършва гръцко начално училище. След това заминава за Будапеща, където работи при търговеца Милошевич. В 1850 година се установява в Белград, на Дорчол, където наследява брат си, самоубил се поради заразна болест. Първоначално се занимава с търговия с братовчед си Янко, но по-късно се разделят. Константин започва търговия с кожа и земеделски произведения от Македония и Албания. Антула е общински съветник и член на Управителния съвет на Търговската камара. Синът му Йован Антула също е виден белградски търговец, женен за дъщерята на Никола П. Кики.
Умира в 1881 година в Белград.